# Stade du 18-Novembre
Pour les articles homonymes, voir Dix-Huit-Novembre.
Le stade du 18-Novembre (en arabe : ملعب 18 نوفمبر) est un stade de football situé à Khémisset (Maroc). En 2016, il a une capacité de 10 000 places.
Il accueille les rencontres à domicile de l'Ittihad Khémisset.

## Histoire
Il devait être doté d'une pelouse synthétique en 2013.
Un projet est en cours pour l'agrandissement de la capacité du stade à 20 000 places, par la construction de tribunes latérales[réf. nécessaire].